# Cory Clouston
Cory Clouston (* 19. September 1969 in Viking, Alberta) ist ein ehemaliger kanadischer Eishockeyspieler und derzeitiger -trainer, der zuletzt bei den Kölner Haien in der Deutschen Eishockey Liga als Cheftrainer unter Vertrag stand.

## Karriere
Seine aktive Karriere war nur von kurzer Dauer. Clouston spielte von 1989 bis 1993 im Eishockeyteam der University of Alberta in der CWUAA, wo er seinen Bachelor-Abschluss erwarb. Anschließend schlug er jedoch keine Laufbahn als Profi ein und begann eine Tätigkeit als Trainer. Während der Saison 1994/95 war er Assistenztrainer bei den Powell River Paper Kings in der British Columbia Hockey League. Danach wurde er Trainer und General Manager der Grande Prairie Storm in der Alberta Junior Hockey League. 1996 wurde Clouston zum Trainer des Jahres in der AJHL gewählt. Von 1999 bis 2002 war er unter Ryan McGill Assistenztrainer bei den Kootenay Ice in der Western Hockey League. Zur Saison 2002/03 wurde Clouston zum Cheftrainer des Teams ernannt. In den folgenden fünf Spielzeiten beendeten die Kootenay Ice die Saison stets mit einer positiven Spielbilanz, doch in den Playoffs war spätestens in der dritten Runde Endstation. 2005 und 2007 wurde er mit der Dunc McCallum Memorial Trophy als Trainer des Jahres der Western Hockey League ausgezeichnet. 2005 wurde er zusätzlich mit dem Brian Kilrea Coach of the Year Award geehrt.
Bei der Eishockey-Weltmeisterschaft der U18-Junioren 2005 fungierte Clouston als Assistenztrainer der kanadischen Auswahl. Zur Saison 2007/08 wechselte er zu den Binghamton Senators in die American Hockey League, wo er erneut als Cheftrainer tätig war. In seiner Debütsaison wurden die Playoffs verpasst. Die folgende Saison beendete er nicht in Binghamton. Am 2. Februar 2009 wurde er als Nachfolger des entlassenen Craig Hartsburg zum Cheftrainer der Ottawa Senators ernannt. In der Saison 2009/10 führte er die Senators in die Playoffs, in denen die Mannschaft in der ersten Runde gegen die Pittsburgh Penguins scheiterte. In der folgenden Spielzeit wurden die Playoffs jedoch deutlich verpasst und wenige Stunden nach der letzten verlorenen Begegnung gegen die Boston Bruins wurde Clouston in Ottawa entlassen. Im August 2011 wurde Clouston als Cheftrainer der Brandon Wheat Kings aus der WHL vorgestellt. Diese Funktion hatte er bis zum Saisonende 2011/12 inne.
Im Juni 2013 wurde Clouston von den Prince Albert Raiders als Cheftrainer engagiert. Im Januar 2016 übernahm er die Nachfolge des entlassenen Niklas Sundblad als neuer Cheftrainer bei den Kölner Haien aus der Deutschen Eishockey Liga und führte die Mannschaft über die Pre-Playoffs ins Halbfinale. Dort schieden die Haie gegen München aus. Er wurde anschließend mit einem neuen Vertrag für die Saison 2016/17 ausgestattet. Im Januar 2017 wurde sein Vertrag mit den Haien bis 2019 verlängert. Im November 2017 wurde Clouston aufgrund anhaltender Erfolglosigkeit entlassen.

## Erfolge und Auszeichnungen
- 1996 Trainer des Jahres der Alberta Junior Hockey League
- 2005 Dunc McCallum Memorial Trophy
- 2005 Brian Kilrea Coach of the Year Award
- 2007 Dunc McCallum Memorial Trophy